# Kellogg Casey
Kellogg Kennon Venable Casey (Nova York, 17 de setembre de 1877 - Wilmington, Delaware, 28 d'octubre de 1938) va ser un tirador estatunidenc que va competir a primers del segle xx.
El va prendre part en els Jocs Olímpics d'Estiu de 1908 de Londres, on disputà dues proves del programa de tir. En la prova de rifle militar per equips guanyà la medalla d'or i en la de rifle militar, 1000 iardes la de plata.
Anteriorment havia lluitat a la Guerra hispano-estatunidenca com a membre de la 71st U.S. Infantry. Va treballar durant més de 30 anys com a director de vendes militar per a l'empresa DuPont.